# Engiltschek (Fluss)
Der Engiltschek (kirgisisch Эңилчек; russisch Иныльчек Inyltschek, Энилчек Eniltschek) ist ein linker Nebenfluss des Sarydschas in Kirgisistan (Zentralasien).
Der Fluss Engiltschek wird vom Engiltschek-Gletscher gespeist. Er fließt in westsüdwestlicher Richtung durch ein Hochgebirgstal und trifft nach etwa 50 km auf den nach Süden fließenden Sarydschas. Am linken Flussufer an der Mündung befindet sich die gleichnamige Siedlung Engiltschek. Dort überquert die Fernstraße A364 den Fluss. Der Engiltschek ist der wasserreichste Nebenfluss des Sarydschas. Das Einzugsgebiet des Engiltschek hat eine Fläche von 1730 km² und umfasst den Gebirgszug Tengritoo sowie die Hänge der Sarydschaskette im Norden und die vom Kokschaaltoo und der Engiltschekkette im Süden. Der mittlere Abfluss beträgt 30 m³/s. Im Spätsommer kommt es immer wieder zu Gletscherläufen.